# مولنا (جورجیا)
مولنا، جورجیا (به انگلیسی: Molena, Georgia) یک شهر در ایالات متحده آمریکا با جمعیت ۴۷۵ نفر است که در جورجیا واقع شده‌است.

## موقعیت جغرافیایی
موقعیت جغرافیایی شهرها و مناطق اطراف به شرح زیر است: